# Cwi Bergman
Cwi Bergman (ur. 10 sierpnia 1922 w Zduńskiej Woli, zm. 22 grudnia 2017) – prezes Związku Byłych Mieszkańców Łodzi w Izraelu.

## Życiorys
Początkowo nosił imię Hersz, co w jidysz znaczy „jeleń”. Kiedy przeprowadził się do Izraela, zmienił imię na Cwi, co po hebrajsku także oznacza „jeleń”.
Kiedy miał rok, wraz z rodziną przeniósł się do Łodzi. W 1939 ukończył szkołę Jarocińskich. Był więźniem getta łódzkiego. Po wojnie wyjechał do Izraela.
Był inicjatorem listów piętnujących antysemickie napisy na domach, płotach, murach w Łodzi, które w styczniu 2000 w imieniu Związku Byłych Łodzian w Izraelu wysłał do wszystkich łódzkich mediów.
Reakcją na te listy była zapoczątkowana na apel Joanny Podolskiej dziennikarki Łódzkiego Oddziału „Gazety Wyborczej” z 4 lutego 2000 akcja zamalowywania antysemickich napisów na ścianach domów, murach w dniu „Kolorowej Tolerancji”. 